# San Pedro (stad in Paraguay)
San Pedro, ook San Pedro del Ycuamandiyú is een gemeente (in Paraguay un distrito genoemd) met 35.000 inwoners. Het is de hoofdplaats van het departement San Pedro.
De stad is sinds 1978 de zetel van een rooms-katholiek bisdom.